# مسجد النور الكبير (إندونيسيا)
مسجد النور الكبير هو مسجد يقع في مدينة بيكانبارو من مقاطعة رياو في إندونيسيا، بدأ البناء في المسجد عام 1963 واكتمل البناء في عام 1968، يعد المسجد واحد من أروع المساجد في إندونيسيا، المسجد له تأثيرات من مختلف الطرازات المعمارية، فشملت فن العمارة من ملايو ومن تركيا ومن العرب وومن الهند.

## التاريخ
شيد مسجد النور في السابع والعشرين من شهر رجب عام 1388 هـ الموافق للعشرين من شهر أكتوبر عام 1968، وافتتح من قبل عارفين أحمد محافظ رياو، وفي عام 2000 تم تجديده في عهد الحاكم صالح دجاسيت، الهيكل الحالي هو نتيجة لتجديد المسجد وإعادة تطوير، وفي عام 2000 تمت مضاعفة المسجد ثلاثة أضعاف حجمه السابق من 4 هكتار إلى 12.6 هكتار، كان المسجد تابع للحرم الجامعي لكلية أصول الدين في معهد الدولة للدراسات الإسلامية من قبل السلطان سياريف قاسم بيكابارو التي تم تأسيسها في عام 1973، ثم تحولت إلى جامعة السلطان سياريف قاسم الإسلامية في بيكانبارو.

## العمارة
معماريا مسجد النور الكبير يشبه تاج محل، صمم المسجد بواسطة المصمم أي ار روسينو، يمكن أن يستوعب المسجد حوالي 4500 مصل في وقت واحد، ويتكون المبنى من ثلاثة طوابق، ويستخدم الطابق العلوي للصلاة والطوابق الأدني تسنخدم للمكاتب وكقاعات اجتماعات، يتكون الجزء العلوي من غرف كبيرة وصالة، وقام الخطاط أزهري نور من جاكرتا بكتابة مخطوطات المسجد وكان ذلك في عام 1970، في الطابق السفلي توجد مقر الأمانة العامة للمسجد ومساحة للفصول الدراسية، وتم تجهيز المبنى مع بسلالم تربط طوابق المسجد، وتشمل خدمات التعليم اللعب الجماعي ورياض الأطفال والمدارس الابتدائية والإعدادية والمدارس الثانوية العليا، كما تتوفر المكتبات وغيرها من المرافق مثل قاعات اجتماعات وغيرها من المساحات المكتبية.